# Municipio de Sulphur Springs (Arkansas)
El municipio de Sulphur Springs (en inglés: Sulphur Springs Township) es un municipio ubicado en el condado de Yell en el estado estadounidense de Arkansas. En el año 2010 tenía una población de 352 habitantes y una densidad poblacional de 5,18 personas por km².

## Geografía
El municipio de Sulphur Springs se encuentra ubicado en las coordenadas 35°12′00″N 93°22′19″O / 35.20000, -93.37194. Según la Oficina del Censo de los Estados Unidos, el municipio tiene una superficie total de 67.94 km², de la cual 67,91 km² corresponden a tierra firme y (0,05 %) 0,04 km² es agua.

## Demografía
Según el censo de 2010, había 352 personas residiendo en el municipio de Sulphur Springs. La densidad de población era de 5,18 hab./km². De los 352 habitantes, el municipio de Sulphur Springs estaba compuesto por el 94,89 % blancos, el 0,28 % eran afroamericanos, el 0,85 % eran amerindios, el 0,28 % eran isleños del Pacífico, el 1,99 % eran de otras razas y el 1,7 % eran de una mezcla de razas. Del total de la población el 3,41 % eran hispanos o latinos de cualquier raza.